# Brookula gemmula
Brookula gemmula is een slakkensoort, de plaatst in een familie is onzeker. De wetenschappelijke naam van de soort is voor het eerst geldig gepubliceerd in 1932 door Turton.